# Demokratyczna Lista Izraelskich Arabów
Demokratyczna Lista Izraelskich Arabów (hebr.: רשימה דמוקרטית לערביי ישראל, Reszima Demokratit Le-Arawej Jisra’el), arab.: القائمة الديموقراطية لعرب إسرائيل) – arabska satelicka partia polityczna działająca w Izraelu w latach 50. XX wieku. Była partią stowarzyszoną z rządzącą Mapai.

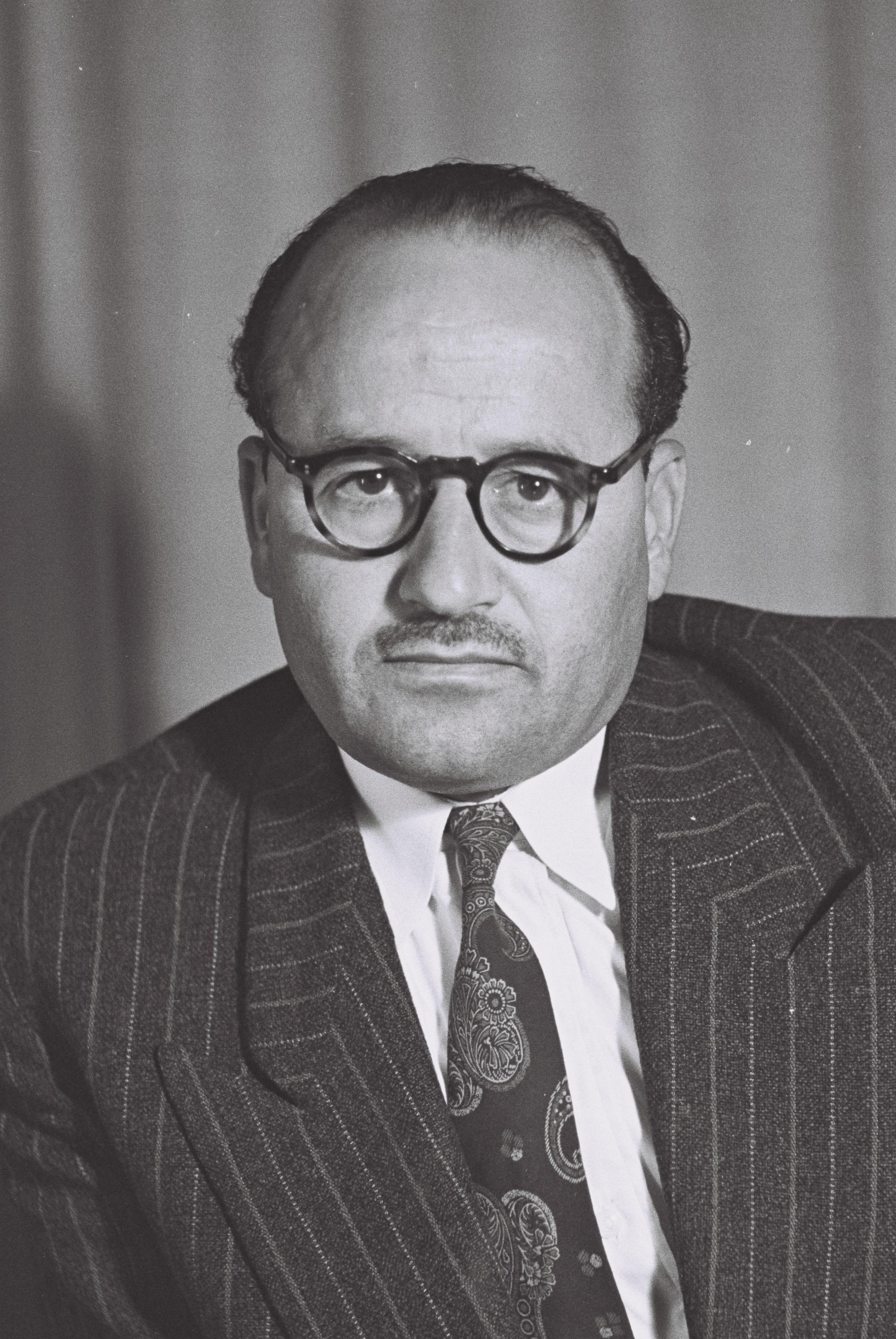
Sajf ad-Din az-Zubi

W wyborach w 1951 partia wprowadziła do drugiego Knesetu trzech przedstawicieli. Mandaty zdobyli Sajf ad-Din az-Zubi, Masad Kassis i Dżabr Mu’addi. W kolejnych wyborach posłami zostali jedynie dwaj pierwsi, jednak w trakcie kadencji w skład III Knesetu wszedł także Mu’addi, zastępując az-Zubiego.